# Tweede Kamerverkiezingen in het kiesdistrict Middelburg (1848-1850)
Tweede Kamerverkiezingen in het kiesdistrict Middelburg (1848-1850) geeft een overzicht van verkiezingen voor de Nederlandse Tweede Kamer in het kiesdistrict Middelburg in de periode 1848-1850.
Het kiesdistrict Middelburg werd ingesteld na de grondwetsherziening van 1848. Tot het kiesdistrict behoorden de volgende gemeenten: Aagtekerke, Arnemuiden, Biggekerke, Domburg, Gapinge, Grijpskerke, Kleverskerke, Koudekerke, Meliskerke, Middelburg, Nieuw- en Sint Joosland, Oost- en West-Souburg, Oostkapelle, Ritthem, Serooskerke, Sint Laurens, Veere, Vlissingen, Vrouwenpolder, Westkapelle en 
Zoutelande.
Het kiesdistrict Middelburg vaardigde in deze periode per zittingsperiode één lid af naar de Tweede Kamer. 
Legenda
- vet: gekozen als lid van de Tweede Kamer.

## 30 november 1848
De verkiezingen werden gehouden na ontbinding van de Tweede Kamer, na inwerkingtreding van de herziene grondwet.
|                               | 30 november |
| ----------------------------- | ----------- |
| Kiesgerechtigden              | 857         |
| Opkomst                       | 688         |
| Geldige stemmen               | 679         |
| Blanco stemmen                | 7           |
| Kandidaten                    |             |
| J.J. Slicher van Domburg      | 470         |
| A.F. Sifflé                   | 44          |
| J.R. Thorbecke                | 37          |
| G. Groen van Prinsterer       | 23          |
| J.F. Bijleveld                | 14          |
| S. de Wind                    | 14          |
| M.C. Paspoort van Grijpskerke | 11          |
| W. Versluijs                  | 8           |
| G.A. Fokker                   | 7           |

## Voortzetting
In 1850 werd het kiesdistrict Middelburg omgezet in een meervoudig kiesdistrict, waaraan het Zeeuws-Vlaamse gedeelte van het kiesdistrict Goes en het opgeheven kiesdistrict Sluis toegevoegd werden.